# Iraty Sport Club
O Iraty Sport Club é um clube de futebol e social brasileiro com sede na cidade de Irati, no estado do Paraná.
O principal rival do Iraty Sport Club é o Operário Ferroviário Esporte Clube.

## História

### Fundação
Fundado em 21 de abril de 1914, por um grupo de esportistas liderados por Antônio Xavier da Silveira, o Iraty Sport Club é um dos Clubes mais antigos do Paraná. Fez seu primeiro jogo no mesmo ano, vencendo o Imbituvense por 3 a 0. O time, que na década de 90 ficou conhecido como Azulão, devido à cor do seu uniforme.
No dia 1 de maio de 2002, conquistou o seu primeiro título de Campeão Paranaense, entre os oito clubes que disputaram o certame sem a participação dos clubes de Curitiba.
Com uma base formada em casa, mais os jogadores experientes trazidos por seu presidente, Sérgio Malucelli, o elenco foi Campeão Estadual com uma rodada de antecedência, levando para a cidade a hegemonia do futebol. Seu estádio, Coronel Emílio Gomes, foi totalmente reformado para competições de porte maior, como a Copa do Brasil de 2003, vaga conquistada justamente por ser Campeão Estadual.

### Soccer Academy G4
No dia 11 de dezembro de 2020 o presidente geral do clube, Odair Sérgio, assinou um contrato com a empresa Soccer Academy G4, fundado por ex-jogadores do clube, para assumir o departamento esportivo do clube, até então fechado desde a vergonhosa campanha na segunda divisão do paranaense de 2019. A empresa foi responsável pela implantação do CFA – Centro de Formação de Atletas no clube. Os maiores feitos da gestão no quesito categorias de base, foi a boa campanha do clube no Paranaense Sub-17 de 2022, sendo eliminado nas quartas de final para o Athletico Paranaense. E a boa campanha no Paranaense Sub-20 de 2023, estando, atualmente, na segunda fase, no mesmo grupo que o Paraná Clube, São Joseense e Patriotas. Destaca-se nessa campanha a goleada por 6-0 contra o rival Batel, na primeira fase, e 4-1 contra o São Joseense, no Emílio Gomes, na segunda fase. Nessa edição a "piazada do azulão" foi eliminada na 2ª fase terminando a mesma em 3º lugar. 

## Estádio
O Iraty Sport Club possui seu próprio Estádio, o Cel. Emílio Gomes, inaugurado em 21 de abril de 1950, com capacidade de 4.579 espectadores sentados e dimensões do campo de 101m x 70m.

## Títulos
| ESTADUAIS | ESTADUAIS                          | ESTADUAIS | ESTADUAIS  |
|           | Competição                         | Títulos   | Temporadas |
| --------- | ---------------------------------- | --------- | ---------- |
|           | Campeonato Paranaense              | 1         | 2002       |
|           | Campeonato Paranaense - 2ª Divisão | 1         | 1993       |

### Outras conquistas
| ESTADUAIS | ESTADUAIS                         | ESTADUAIS | ESTADUAIS               |
|           | Competição                        | Títulos   | Temporadas              |
| --------- | --------------------------------- | --------- | ----------------------- |
|           | Campeonato Paranaense do Interior | 4         | 1998, 2002, 2005 e 2010 |
|           | Torneio de Verão                  | 1         | 2002                    |

### Categorias de base
| ESTADUAIS | ESTADUAIS                         | ESTADUAIS | ESTADUAIS   |
|           | Competição                        | Títulos   | Temporadas  |
| --------- | --------------------------------- | --------- | ----------- |
|           | Campeonato Paranaense de Juniores | 1         | 2002        |
|           | Copa Tribuna de Juniores          | 2         | 2004 e 2005 |
|           | Curitiba Cup Sub-17               | 1         | 2021        |
|           | Copa Irati Sub-15                 | 1         | 2022        |

## Estatísticas

### Participações
|  | Participações em 2024 |

| Competição | Competição            | Temporadas | Melhor campanha     | Estreia | Última | P | R |
| Paraná     | Campeonato Paranaense | 27         | Campeão (2002)      | 1932    | 2012   |   | 1 |
| Paraná     | Segunda Divisão       | 6          | Campeão (1993)      | 1992    | 2019   | – | 1 |
| Paraná     | Terceira Divisão      | 4          | Vice-campeão (2016) | 2016    | 2024   | 1 |   |
| Brasil     | Copa do Brasil        | 3          | 2º fase (2006)      | 2003    | 2011   |   |   |
| Brasil     | Série C               | 5          | 4º fase (2004)      | 2001    | 2005   | – | – |
| Brasil     | Série D               | 1          | 2º fase (2010)      | 2010    | 2010   | – |   |

| Iraty Sport Club      | Iraty Sport Club | Iraty Sport Club | Iraty Sport Club                               | Iraty Sport Club |
| Torneio               | Campeão          | Vice-campeão     | Terceiro colocado                              | Quarto colocado  |
| --------------------- | ---------------- | ---------------- | ---------------------------------------------- | ---------------- |
| Campeonato Paranaense | 1 (2002)         | 0                | 6 (1933),(1935),(1937), (1939), (2005), (2010) | 2 (1932), (1963) |